# Scopogonalia oglobini
Scopogonalia oglobini är en insektsart som beskrevs av Young 1977. Scopogonalia oglobini ingår i släktet Scopogonalia och familjen dvärgstritar. Inga underarter finns listade i Catalogue of Life.